# Amédée Pauwels
Pour les articles homonymes, voir Pauwels.
Amédée Pauwels, de sa véritable identité Désiré Joseph Pauwels et également connu sous le nom d'emprunt de Étienne Rabardy, né le 29 janvier 1864 à Courcelles (Hainaut, Belgique) et mort le 15 mars 1894, est un anarchiste individualiste belge.

## Biographie

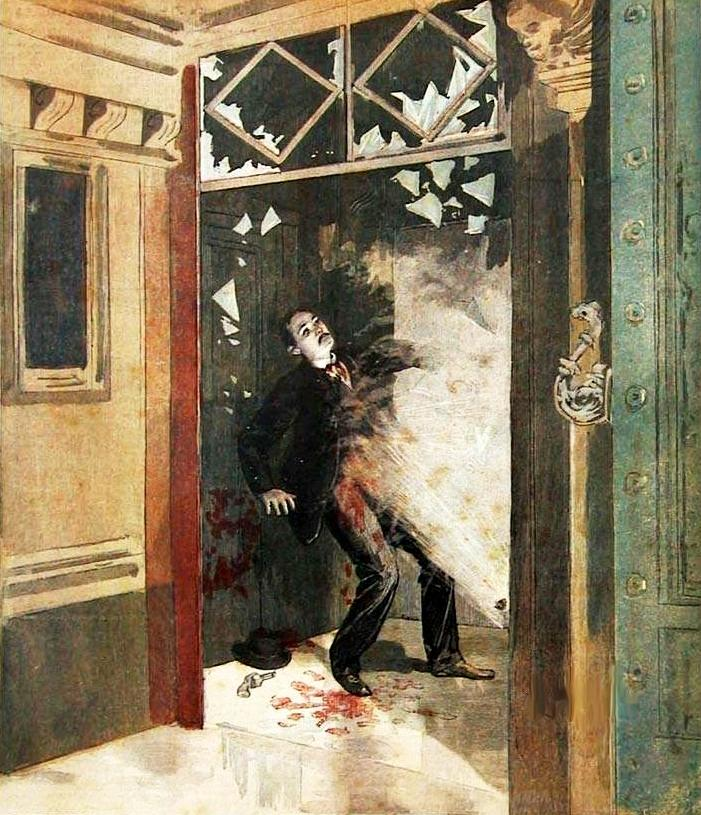
Le Petit Journal, 26 mars 1894.

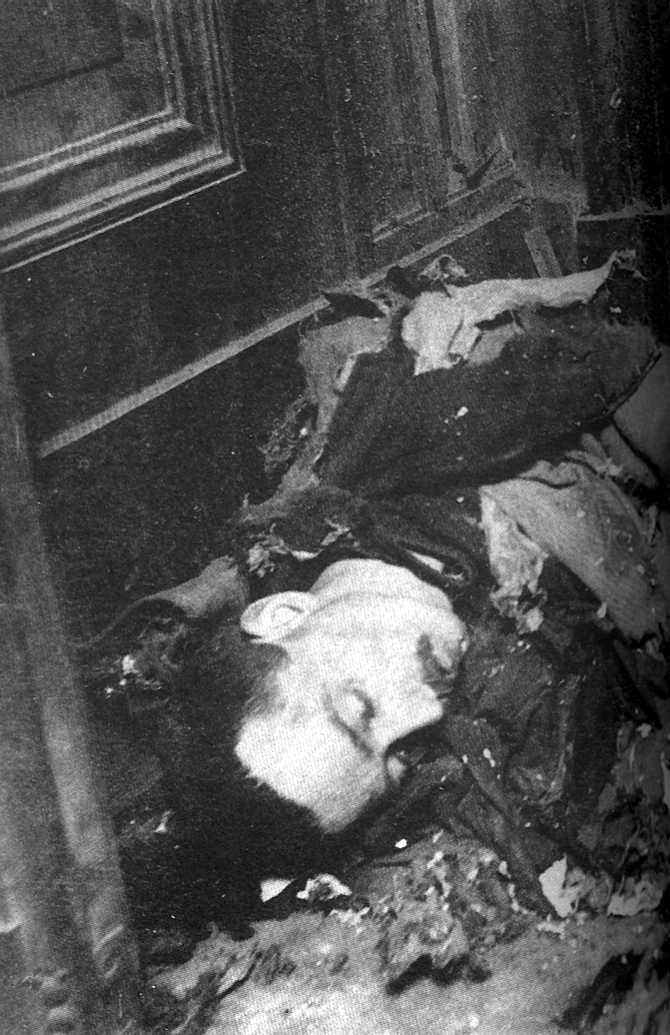
Le corps de Pauwels après l'explosion.

Dès l'enfance, il souffre de surdité et d'une maladie des yeux. Il quitte Courcelles à 14 ans pour la France.
Il est tanneur de profession. En 1884, il rentre en Belgique pour le tirage au sort du service militaire, mais il obtient un mauvais numéro. Insoumis, il retourne en France. Il est alors recherché comme réfractaire.
Le 10 février 1886, il épouse Albertine Lordon avec qui il a une fille, Gabrielle. Albertine ne partage pas ses convictions et finit par le quitter en 1891. Il s'installe à Saint-Denis, dans la banlieue nord de Paris, où le mouvement libertaire est très actif et où il participe au club Les Égaux de Montmartre, groupe anarchiste fréquenté par Ravachol, Charles Chaumentin,  Joseph Marius Beala dit « Jas-Béala », et Auguste Vaillant.
Le 1er mai 1891, il est présent dans la manifestation lors des affrontements de ce que l'on appellera l'Affaire de Clichy. Recherché par la police, il se réfugie chez Paul Reclus,. C'est chez lui qu'il est arrêté quelques semaines plus tard et expulsé de France une première fois.
En 1892, il revient en France. Lié d'amitié à Paul Reclus, qui est alors chef chimiste, il trouve du travail par son intermédiaire, comme ouvrier corroyeur, aux Soudières de la Meurthe à Varangeville, où il rencontre Élisée Bastard,.
Il est à nouveau expulsé de France.
De la mi-novembre à la mi-décembre 1892, il habite Genève, où il partage la chambre de l'anarchiste Marcel Virgile Carry, puis passe quelque temps à Lausanne, d'où il se rend à Barcelone. Il écrit qu'il s'y trouve « dans une purée épouvantable ». Il quitte Barcelone après l'attentat du Grand théâtre du Liceu, en novembre 1893.
En France, il vit grâce à des papiers d'identité trouvés dans un portefeuille perdu, en 1893, par l'ouvrier mécanicien Étienne Rabardy. Il a aussi utilisé les pseudonymes de Désiré, Meunier ou Pflug.

### L'attentat de l'Église de la Madeleine
Le 15 mars 1894, vraisemblablement revenu clandestinement en France, il tente de commettre un attentat dans l'Église de la Madeleine, place de la Madeleine à Paris.
Ses motivations sont floues. On pense qu’il a choisi cette église parce que l’on y célèbre alors les grands mariages bourgeois. Il se poserait, en outre, en vengeur de Auguste Vaillant, un anarchiste français qui a commis un attentat contre la Chambre des députés, le 9 décembre 1893 et est guillotiné le 4 février 1894.
Pauwels tente donc de pénétrer dans l’église. Au moment où il ouvre la porte à tambour, il fait un faux mouvement et retourne sa marmite qui explose, faisant voler en éclats les vitres de l’église et éventrant celui qui la portait,. Il est retrouvé sous le porche, le ventre ouvert, les bras et les jambes déchiquetés par l'explosion. Il porte sur lui une photographie de son ami Ravachol. Comme il n'est pas possible d’en savoir plus, la police classe l’affaire, après avoir photographié le cadavre.
Quelques jours auparavant, le 20 février 1894, il aurait envoyé à deux commissaires de police spécialisés dans la lutte anti-anarchiste (Bélouino et Dresch), deux lettres, signées Étienne Rabardy, annonçant son suicide. Lors de l'arrivée de la police à l'Hôtel Calabresi, 69 rue Saint-Jacques et à l'Hôtel Renaissance, 47 Rue du Faubourg-Saint-Martin, deux bombes explosent,. Cependant, selon l'historien Vivien Bouhey : « [les témoins], formellement, ne reconnurent pas en Joseph Pauwels l'ouvrier qui s'était présenté au numéro 69 de la rue Saint-Jacques et dans l'hôtel de la Renaissance. Il semble donc difficile de dire que les deux explosions furent « l'œuvre de l'anarchiste belge Pauwels dit Rabardy », comme l'écrit Jean Maitron ».
Sans doute a-t-il, pour perpétrer ces attentats, utilisé des bombes fabriquées par Émile Henry et restées dans son appartement après son arrestation, peu de temps auparavant.

### Documents judiciaires
- Alphonse Bertillon, Sur l'identité de Pauwels et du faux Rabardy, Notes remises à Louis Lépine, préfet de police, 22 mars 1894, texte intégral.

### Notices bibliographiques
- Ressource relative à la vie publique :   - Maitron
- L'Éphéméride anarchiste : notice biographique.
- Athénée libertaire Estel Negre, Amédée Pauwels (1864-1894), notice biographique.
- (it) « Pauwels Désiré Joseph », sur Cantiere biografico degli anarchici in Svizzera (consulté le 8 septembre 2017).